# Vlajka Pákistánu

Pákistánská vlajka
Poměr stran: 2:3

Pákistánská námořní vlajka
Poměr stran: 2:3

Pákistánská námořní válečná vlajka
Poměr stran: 1:2

Vlajka Pákistánu (urdsky پاکستان کا پرچم‎) vznikla v roce 1947 z vlajky politické strany Všeindická muslimská liga, užívané od roku 1906.
Vlajka je tvořena listem o poměru stran 2:3 se dvěma svislými pruhy, bílým a zeleným (barva má tartanový odstín), o poměru šířek 1:3. Ve středu zeleného pole je bílý půlměsíc s bílou pěticípou hvězdou (pootočené přibližně ve směru k hornímu cípu vlajky).
Půlměsíc s hvězdou jsou symboly islámu. Bílý pruh reprezentuje hinduisty, křesťany, buddhisty a jiné náboženské menšiny a naznačuje tak náboženskou toleranci, zatímco zelená je barvou islámu. V roce 1964 dostaly jednotlivé prvky tuto symboliku: bílá barva – mír, zelená – blahobyt, půlměsíc – pokrok, hvězda – světlo a vedení.

Rozměry pákistánské vlajky
Vlajka pákistánského prezidenta Poměr stran: 2:3
Pákistánská lodní vlajka (Naval Jack) Poměr stran: 2:3

## Historie

Vlajka pákistánského guvernéra (1947–1953) Poměr stran: 1:2
Vlajka pákistánského guvernéra (1953–1956) Poměr stran: 1:2
Vlajka pákistánského prezidenta (1956–1967) Poměr stran: 2:3
Vlajka pákistánského prezidenta (1974–1998) Poměr stran: 2:3

## Vlajky pákistánských provincií

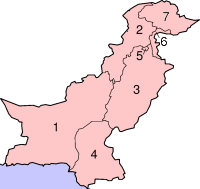
Administrativní členění Pákistánu

Pákistán se skládá ze čtyř autonomních provincií respektujících historická území (1–4) a tří teritorií (5–7), z nichž dvě (6, 7) jsou částí Kašmíru.

Hlavní město Islámábád (5) Poměr stran: 1:1
Balúčistán (1) Poměr stran: 2:3
Chajbar Paštúnchwá (2) Poměr stran: 2:3
Paňdžáb (3) Poměr stran: 2:3
Sindh (4) Poměr stran: 2:3
Ázád Kašmír (6) Poměr stran: 2:3